# Bankierseed
De bankierseed is een beroepseed waaraan personen in de financiële sector zich moeten houden.

## Nederland
In de Nederlandse bankierseed beloven personen "dat ze hun functie integer en zorgvuldig zullen uitoefenen en daarbij het belang van de klant centraal stellen". De bankierseed werd in 2009 voor het eerst besproken in het boek Gepast en ongepast geld. Zoektocht naar het geweten van banken en andere financiële dienstverleners, geschreven door Hans Ludo van Mierlo. In april 2012 introduceerde Jan Kees de Jager (minister van Financiën) de bankierseed voor alle bestuurders en medewerkers van financiële ondernemingen. Per 1 januari 2013 werd de bankierseed verplicht voor alle bestuurders en commissarissen in de financiële sector maar niet voor de medewerkers.
Minister de Jager wilde de eed laten afleggen door ongeveer 250.000 werknemers, maar er werd uiteindelijk gekozen om alleen de bestuurders de eed af te nemen. Tijdens de nieuwjaarsbijeenkomst van Adfiz (de koepelorganisatie van onafhankelijk financieel adviseurs) werd op 10 januari 2013 de belofte collectief door 477 personen afgelegd in aanwezigheid van Jeroen Dijsselbloem, de minister van Financiën. Ook nieuw was dat per die datum een persoon slechts vijf commissariaten mag hebben.
De invoering van de eed of belofte voor alle bankmedewerkers trad op 1 april 2015 in werking,* bestaande medewerkers hebben deze uiterlijk 1 april 2016 afgelegd.
De bankierseed is als volgt:

Ik zweer/beloof binnen de grenzen van mijn functie die ik op enig moment in de bancaire sector vervul dat ik: 
- mijn functie integer en zorgvuldig zal uitoefenen
- een zorgvuldige afweging maak tussen de belangen van alle partijen die bij de onderneming zijn betrokken, te weten die van de klanten, de aandeelhouders, de werknemers en de samenleving waarin de onderneming opereert
- in die afweging het belang van de klant centraal zal stellen
- mij zal gedragen naar de wetten, de reglementen en de gedragscodes die op mij van toepassing zijn
- geheim zal houden wat mij is toevertrouwd
- geen misbruik zal maken van mijn kennis
- mij open en toetsbaar zal opstellen en mijn verantwoordelijkheid voor de samenleving ken
- mij zal inspannen om het vertrouwen in de financiële sector te behouden en te bevorderen

Zo waarlijk helpe mij God Almachtig! / Dat verklaar en beloof ik!

## België
In 2019 werd een wet gestemd die bepaalt dat nieuwe medewerkers bij kredietinstellingen een engagementsverklaring moeten afleggen waarin ze beloven de ontologische normen na te leven. De sector zelf staat in voor de deontologische code, die tuchtrechtelijk afdwingbaar wordt. Febelfin, de belangenorganisatie van de financiële sector, hekelt de wet, onder andere omdat die onderscheid maakt tussen banken enerzijds en beursvennootschappen en financiële planners anderzijds, waarbij de eerste groep in het nadeel komt.